# Лејк Плесид (Њујорк)
Лејк Плесид (енгл. Lake Placid) град је у америчкој савезној држави Њујорк.
Насеље је најпознатије по Зимској олимпијади 1932. године и 1980. године. Заједно са Швајцарским Санкт Морицом и Инзбруком, представља један од три града који је два пута био домаћин Зимских олимпијских игара.

## Демографија
По попису из 2010. године број становника је 2.521, што је 117 (-4,4%) становника мање него 2000. године.
|                   | 2010.          | 2000.          |
| Укупно            | 2 521 (100,0%) | 2 638 (100,0%) |
| Белци             | 2 391 (94,84%) | 2 511 (95,19%) |
| Азијати           | 45 (1,785%)    | 24 (0,910%)    |
| Хиспаноамериканци | 33 (1,309%)    | 24 (0,910%)    |
| Остали            | 29 (1,150%)    | 61 (2,312%)    |
| Афроамериканци    | 23 (0,912%)    | 18 (0,682%)    |